# SN 2003en
SN 2003en – supernowa odkryta 3 stycznia 2003 roku w galaktyce A123633+6213. W momencie odkrycia miała maksymalną jasność 25,50m.